# Badminton ai XVII Giochi panamericani
I tornei di badminton ai XVII Giochi panamericani si è svolto al Markham Pan Am Centre di Markham, in Canada, dall'11 al 16 luglio 2015. Hanno partecipato alle competizioni 44 uomini e 44 donne, per un massimo di 88 giocatori.

## Calendario
Tutti gli orari secondo il Central Standard Time (UTC-5).
| Torneo              | 11 lug  | 12 lug | 13 lug | 14 lug     | 15 lug | 16 lug |
| ------------------- | ------- | ------ | ------ | ---------- | ------ | ------ |
| Singolare maschile  | 16esimi | Ottavi | Quarti | Semifinali |        | Finale |
| Singolare femminile | 16esimi | Ottavi | Quarti | Semifinali |        | Finale |
| Doppio maschile     | Ottavi  | Ottavi | Quarti | Semifinali | Finale |        |
| Doppio femminile    | Ottavi  | Ottavi | Quarti | Semifinali | Finale |        |
| Doppio misto        | Ottavi  | Ottavi | Quarti | Semifinali |        | Finale |

## Risultati
| Evento              | Oro                                          | Argento                                | Bronzo                                                                        |
| Singolare maschile  | Kevin Cordón                                 | Andrew D’Souza                         | Osleni Guerrero Howard Shu                                                    |
| Doppio maschile     | Stati Uniti Phillip Chew Sattawat Pongnairat | Brasile Hugo Arthuso Daniel Paiola     | Rep. Dominicana Willian Cabrera Nelson Javier Messico Job Castillo Lino Muñoz |
| Singolare femminile | Michelle Li                                  | Rachel Honderich                       | Iris Wang Jamie Subandhi                                                      |
| Doppio femminile    | Stati Uniti Eva Lee Paula Lynn Obanana       | Brasile Lohaynny Vicente Luana Vicente | Canada Rachel Honderich Michelle Li Canada Alexandra Bruce Phyllis Chan       |
| Doppio misto        | Stati Uniti Phillip Chew Jamie Subandhi      | Canada Toby Ng Alexandra Bruce         | Brasile Alex Yuwan Tjong Lohaynny Vicente Perù Mario Cuba Katherine Winder    |

## Medagliere
| Posizione | Nazione         | Oro | Argento | Bronzo | Totale |
| --------- | --------------- | --- | ------- | ------ | ------ |
| 1         | Stati Uniti     | 3   | 0       | 3      | 6      |
| 2         | Canada          | 1   | 3       | 2      | 6      |
| 3         | Guatemala       | 1   | 0       | 0      | 1      |
| 4         | Brasile         | 0   | 2       | 1      | 3      |
| 5         | Cuba            | 0   | 0       | 1      | 1      |
| 5         | Rep. Dominicana | 0   | 0       | 1      | 1      |
| 5         | Messico         | 0   | 0       | 1      | 1      |
| 5         | Perù            | 0   | 0       | 1      | 1      |
| Totale    | Totale          | 5   | 5       | 10     | 20     |